# Карл Вилхелм Лудвиг фон Изенбург-Бюдинген-Меерхолц
Карл Вилхелм Лудвиг фон Изенбург-Бюдинген-Меерхолц (на немски: Karl Wilhelm Ludwig von Isenburg-Büdingen-Meerholz; * 7 май 1763, Меерхолц, Гелнхаузен; † 17 април 1832, Меерхолц) е граф на Изенбург-Бюдинген в Меерхолц.

## Произход
Той е най-възрастният син на граф Йохан Фридрих Вилхелм фон Изенбург-Бюдинген-Меерхолц (1729 – 1802) и съпругата му графиня Каролина фон Залм, вилд- и Рейнграфиня в Грумбах (1734 – 1791), дъщеря на вилд- и Рейнграф Карл Валрад Вилхелм фон Залм-Грумбах, граф фон Даун (1701 – 1763) и графиня Юлиана Франциска фон Прьозинг-Лимпург (1709 – 1775). Брат е на Йозеф Фридрих Вилхелм Албрехт (1772 – 1822) и Луиза Христиана Елеонора (1770 – 1808), омъжена на 23 декември 1784 г. за граф Александер фон Пюклер-Лимпург (1751 – 1820).
Той умира на 17 април 1832 г. в Меерхолц и е погребан там.

## Фамилия
Карл Вилхелм Лудвиг се жени на 29 март 1785 г. във Витгенщайн за графиня Каролина фон Сайн-Витгенщайн-Хоенщайн (* 13 септември 1764, Витгенщайн; † 28 април 1833, Франкфурт, погребана в Меерхолц), дъщеря на граф Йохан Лудвиг фон Сайн-Витгенщайн-Хоенщайн (1740 – 1797) и графиня Фридерика Луиза Шарлота фон Пюклер-Лимпург. Те имат 6 деца:
- Георг Карл Фридрих Лудвиг Ернст Адолф (1787 – 1808)
- Вилхелм Карл Фридрих Лудвиг (1788 – 1788)
- Фридрих Лудвиг Франц Адолф Карл (1796 – 1818)
- Каролина Луиза Фридерика Елизабет Хенриета Шарлота (1786 – 1850)
- Антоанета Луиза Фридерика Елизабет Каролина (1790 – 1826)
- Луиза Вилхелмина София Емилия (1793 – 1866)